# Merodon bessarabicus
Merodon bessarabicus är en tvåvingeart som beskrevs av Paramonov 1924. Merodon bessarabicus ingår i släktet narcissblomflugor, och familjen blomflugor. Inga underarter finns listade i Catalogue of Life.